# Put It in a Love Song
Put It in a Love Song – piosenka amerykańskiej wokalistki Alicii Keys, pochodząca z albumu The Element of Freedom, nagrana z udziałem Beyoncé Knowles.
19 stycznia 2010 roku utwór oficjalnie zadebiutował w amerykańskich stacjach radiowych. Początkowo miał on zostać wydany jako czwarty singel z albumu, jednak premiera została przesunięta na lato 2010 roku, a zamiast „Put It in a Love Song” jako czwarty singel ukazał się „Un-Thinkable (I'm Ready)”.

## Tło
W jednym z wywiadów Keys wypowiedziała się o piosence oraz współpracy z Beyoncé: „Świetnie się bawiłyśmy. To miłe, że obie celebrujemy wzajemne kariery, o czym mówi piosenka. O wzajemnym empowermencie. Była ona przeznaczona dla nas w tamtym okresie. Stałyśmy się naprawdę dobrymi przyjaciółkami. Obie byłyśmy w tym biznesie od mniej więcej tego samego czasu i obie podpisałyśmy umowy z Columbia Records, gdy miałyśmy po 14 lat. W studiu panowała atmosfera przyjęcia, energia była tak wysoka, a chemia tak prawdziwa.”

## Przyjęcie
Piosenka spotkała się ze zróżnicowanymi opiniami krytyków. Entertainment Weekly napisał, że jest ona „pełna radości, jednak nie do końca zsynchronizowana ze strukturą melodyczną oraz dźwiękiem.” USA Today negatywnie ocenił utwór: „Jedyną ścieżką, która wydaje się nie pasować do miejsca jest hymn klubowy 'Put It in a Love Song’, kolaboracja z Beyoncé. Jest chwytliwa, ale zdecydowanie zbyt słaba, zważając na talenty, jakie ją nagrały.” Rolling Stone również nie był pod wrażeniem piosenki: „[Alicia Keys] Odniosła mniejszy sukces z „Put It in a Love Song”, kolaboracją Beyoncé – Swizz Beatz, która mogłaby zostać nazwana 'Single Ladies 2: Put Another Ring on It’.”
Randy Lewis z Los Angeles Times pozytywnie ocenił utwór: „Pewność siebie jest w pełnym rozkwicie w 'Put It in a Love Song’, tryskającym energią duecie z Beyoncé, który jest murowanym hitem.” Allison Stewart z The Washington Post napisała: „Keys połączyła siły z Beyoncé na najlepszym utworze z dysku, 'Put It in a Love Song’ (...) ‘Love Song’ to osobliwy, mechaniczny numer, który zatacza się od diwy do diwy, jednak, jakimś sposobem, nie upada.” Andrew Burgess z MusicOMH nazwał piosenkę jedną z najbardziej wyróżniających się ścieżek na albumie, opisując, że posiada „zuchwałość Sashy Fierce” oraz, iż „zawsze fantastyczna Beyoncé miała godny uwagi wkład w utwór, który stanowił zaskakującą i wyśmienitą zmianę tempa w twórczości Keys.”

## Wideoklip
Keys opowiedziała o przygotowaniach do kręcenia wideoklipu: „[Knowles] jest niesamowitą kobietą i zdecydowanie uważam ją za przyjaciółkę. Zamierzamy totalnie, całkowicie zdmuchnąć wasze głowy, gdy stworzymy ten klip.” Beyoncé zaproponowała, aby zarejestrować teledysk w Egipcie, ale ze względu na to, że przebywała aktualnie w Brazylii, gdzie miał miejsce karnawał, obie artystki zdecydowały, iż powstanie on w Rio. Informacja ta została oficjalnie potwierdzona 9 lutego 2010 roku. Teledysk został nakręcony na tle charakterystycznych obiektów miasta, w tym dwóch faweli, Dona Marta Hill (tego samego miejsca, gdzie powstało wideo do „They Don't Care About Us” Michaela Jacksona), Conceição Hill w centrum Rio (wokalistkom towarzyszyło 80 członków szkoły samby Grande Rio), a także Sambodromu, gdzie odbywają się parady karnawałowe. Artystki miały na sobie kolorowe stroje inspirowane karnawałem. Wideoklip wyreżyserowała Melina Matsoukas, która po raz pierwszy współpracowała z Keys.
Keys, po skompletowaniu teledysku, powiedziała w MTV: „Kręcenie 'Put It in a Love Song’ w Rio było niesamowite, czułam, że energia miasta pasuje do energii piosenki. [Wideoklip] Jest zmysłowy, jest ekscytujący, jest bogaty w kolory. Uwielbiam go. Ludzie przychodzili w tak dużych ilościach. Myślę, że to było ekscytujące, zwłaszcza udział i doświadczenie tego z nimi. Mnie i B łączy wspaniała więź. Niezapomniana jest chemia, która nas łączy i wyrażenie jej w mieście, które jest tak unikalne było niesamowite. Obrazy mówią tysiącami słów, więc widzieliście energię, która tam panowała. Było wspaniale.”
W kwietniu 2010 roku Keys wyznała, że wideoklip nie zostanie opublikowany wcześniej niż teledysk do „Un-Thinkable (I'm Ready)”; „Prawdopodobnie nie wydamy go przed rozpoczęciem lata.”

## Promocja
W 2010 roku Keys rozpoczęła trasę koncertową The Freedom Tour, promującą album The Element of Freedom. 17 marca, podczas koncertu w nowojorskim Madison Square Garden, Beyoncé dołączyła do niej na scenie, aby po raz pierwszy zaśpiewać na żywo „Put It in a Love Song”. Wykonanie to uwiecznione zostało przez amerykańskiego dostawcę list przebojów, magazyn Billboard.

## Pozycje na listach
| Lista (2010)                         | Najwyższa pozycja |
| ------------------------------------ | ----------------- |
| Australian Singles Chart             | 18                |
| Canadian Hot 100                     | 71                |
| Irish Singles Charts                 | 26                |
| New Zealand Singles Chart            | 34                |
| U.S. Billboard Hot R&B/Hip-Hop Songs | 60                |